# Herrschaft Beaujeu

Provinzen Frankreichs (1477). Die Herrschaft Beaujeu in Grün, südlich des Herzogtums Burgund.

Die Herrschaft Beaujeu mit dem Hauptort Beaujeu war das Machtzentrum und der Namensgeber des Beaujolais. Erste Herren von Beaujeu treten Mitte des 10. Jahrhunderts auf, der Besitz blieb bis zum Ende des 13. Jahrhunderts in der Familie. Anfang des 15. Jahrhunderts gelangte er per Vermächtnis an die Bourbonen. 1531 wurde Beaujeu in die Domaine royal integriert, 1560 wieder als Lehen ausgegeben.

## Haus Beaujeu
- Bérard de Beaujeu, † 961/966
- Humbert I. de Beaujeu, † vor 1016
- Wappen der Herren von BeaujeuGuichard I. de Beaujeu, † 1031/1050

Wappen der Herren von Beaujeu

- Guichard II. de Beaujeu, † nach 1070
- Humbert II. de Beaujeu, † wohl 1102/03
- Guichard III. de Beaujeu, † 1137
- 1136–1192: Humbert III. de Beaujeu, *wohl  1120, † 1174
  - Humbert IV. de Beaujeu, * 1142, † 1189/90
- 1192–1216: Guichard IV. de Beaujeu, genannt le Grand, † 1216, Herr von Montpensier
- 1216–1250: Humbert V. de Beaujeu, † 1250, Connétable von Frankreich
- 1250–1265: Guichard V. de Beaujeu, † 1265
- 1265–1297: Isabelle de Beaujeu, † 1297; ⚭ I um 1240 Simon II. de Semur-en-Brionnais (Haus Semur); ⚭ II 1247 Renaud d’Albon, † 1270, Graf von Forez

## Haus Albon
- 1272–1295: Louis I. de Beaujeu, † 1295, deren Sohn; ⚭ 1270 Eleonore von Savoyen, † 1296, Tochter von Graf Thomas II.
- 1295–1331: Guichard VI. de Beaujeu, le Grand, † 1331, dessen Sohn; ⚭ I 1300 Johanna von Genf, † 1303, Tochter von Amadeus II., Graf von Genf; ⚭ II 1309 Marie de Chatillon, Tochter von Gaucher V. de Châtillon, Connétable von Frankreich; ⚭ III 1320 Jeanne de Châteauvillain, Dame de Semur-en-Brionnais (Haus Broyes)
- 1331–1351: Édouard I. de Beaujeu, * 1316 † 1351, dessen Sohn; ⚭ 1333 Marie de Thil, † 1360
- 1351–1374: Antoine de Beaujeu, * 1343 † 1374, dessen Sohn; ⚭ 1362 à Béatrice de Châlon, Dame de Broyes
- 1374–1400: Édouard II. de Beaujeu, * 1351 † 1400, dessen Vetter, Sohn von Guichard de Beaujeu und Marguerite de Poitiers; ⚭ 1370 Eléonore, Gräfin von Beaufort-en-Vallée, Vizegräfin von Turenne, Tochter von Guillaume Roger III. (Haus Rogier de Beaufort)

Da er kinderlos war, vermachte er Beaujeu an Louis de Bourbon, dem jüngeren Sohn des Herzogs Louis II. de Bourbon.

## Haus Bourbon
- Louis de Bourbon, * 1388 † 1404, genannt Sire de Beaujeu, Sohn von Herzog Ludwig II. von Bourbon
- Jean I. de Bourbon, * 1381 † 1434, Sohn von Louis II.; ⚭ 1401 Marie de Berry, * um 1375 † 1434, Herzogin von Auvergne und Gräfin von Montpensier
- Charles I. de Bourbon, * 1401 † 1456, dessen Sohn; ⚭ 1425 Agnès de Bourgogne (* 1407 † 1476), Tochter von Johann Ohnefurcht, Herzog von Burgund
- Philippe, * um 1430 † 1440, dessen Sohn, genannt Seigneur de Beaujeu

Wappen von Pierre de Beaujeu

- Pierre II. de Bourbon, * 1438 † 1503, Sohn von Charles I.; ⚭ 1473 Anne de France genannt Anne de Beaujeu, * 1461 † 1522, Tochter von König Ludwig XI. und Regentin 1483 bis 1491
- 1503–1505: Suzanne de Bourbon-Beaujeu, * 1491 † 1521, dessen Tochter
- 1505–1521: Charles III. de Montpensier, der Connétable de Bourbon, * 1490 † 1527, deren Ehemann seit 1505

Nach seinem Tod beanspruchte seine Ehefrau Luise von Savoyen die bourbonischen Lehen als Enkelin von Charles I.
- 1521–1531: Luise von Savoyen (* 1476 † 1531), Enkelin von Charles I.; ⚭ Charles de Valois-Angoulême, Mutter von König Franz I.

1531: Nach dem Tod von Luise von Savoyen wird Beaujeu in die Domaine royal integriert.

## Haus Bourbon-Montpensier
1560 gibt König Franz II. den Titel an Louis III. de Bourbon, duc de Montpensier, Neffe des Connétable de Bourbon.
- 1560–1582: Louis III. de Bourbon, duc de Montpensier (* 1513, † 1582)
- 1582–1592: François de Bourbon, duc de Montpensier (* 1542, † 1592), dessen Sohn
- 1592–1608: Henri de Bourbon, duc de Montpensier (* 1573, † 1608), dessen Sohn
- 1608–1627: Marie de Bourbon, duchesse de Montpensier (* 1605 † 1627), dessen Tochter; ⚭ 1626 Gaston de Bourbon, duc d’Orléans (* 1608 † 1660)
- 1627–1693: Anne Marie Louise d’Orléans, duchesse de Montpensier, genannt Grande Mademoiselle (* 1627 † 1693), duchesse de Montpensier, deren Tochter

Mit ihrem Tod fallen die Güter an die Krone zurück. Die Titel, darunter auch der eines Baron du Beaujolais, werden Philippe I. de Bourbon, duc d’Orléans (Monsieur), dem Bruder Ludwigs XIV., verliehen.

## Haus Bourbon-Orléans
- Philippe I. de Bourbon, duc d’Orléans (* 1640, † 1701)
- Philippe II. de Bourbon, duc d’Orléans (* 1674, † 1723)
- Louis I. de Bourbon, duc d’Orléans (* 1703 † 1752)
- Louis Philippe I. de Bourbon, duc d’Orléans (* 1725 † 1785)
- Louis-Philippe II. Joseph de Bourbon, duc d’Orléans, Philippe Egalité (* 1747, † 1793)

Er gab den Titel eines Grafen von Beaujolais seinem Sohn
- Louis Charles d’Orléans, comte de Beaujolais (* 1779, † 1808); er ist der letzte Titelträger.